# Califon
Califon es un borough ubicado en el condado de Hunterdon en el estado estadounidense de Nueva Jersey. En el año 2010 tenía una población de 1.076 habitantes y una densidad poblacional de 430,4 personas por km².

## Geografía
Califon se encuentra ubicado en las coordenadas 40°43′09″N 74°50′12″O / 40.71917, -74.83667.

## Demografía
Según la Oficina del Censo en 2000 los ingresos medios por hogar en la localidad eran de $76,657 y los ingresos medios por familia eran $85,963. Los hombres tenían unos ingresos medios de $59,167 frente a los $41,125 para las mujeres. La renta per cápita para la localidad era de $31,064. Alrededor del 4.3% de la población estaba por debajo del umbral de pobreza.